# Balete (Aclán)
Balete es un municipio filipino de cuarta clase, perteneciente a la provincia de Aclán, en las Bisayas Occidentales.

## Historia
Hacia mediados del siglo XIX, el lugar pertenecía a Batán, en la provincia de Cápiz. Aparece descrito en el primer volumen del Diccionario geográfico, estadístico, histórico de las Islas Filipinas (1850) de Manuel Buzeta Núñez y Felipe Bravo con las siguientes palabras:

BALETE: visita con teniente de justicia, en la isla de Panay, prov. de Capiz, dióc. de Cebú, jurisd. civil y ecl. de Batan ó Batac, en cuyo artículo se comprenden su pobl., prod. y trib..
(Buzeta y Bravo, 1850, p. 334)

En 2020, tenía censados 30 090 habitantes.